# Sousedovice
Sousedovice falu és önkormányzat (obec) Csehország Dél-csehországi kerületének Strakonicei járásában. Területe 4,09 km², lakosainak száma 268 (2008. 12. 31). A falu Strakonicétől mintegy 5 km-re délnyugatra, České Budějovicétől 53 km-re északnyugatra, és Prágától 104 km-re délnyugatra fekszik.
A település első írásos említése 1243-ből származik.

## Az önkormányzathoz tartozó települések
- Sousedovice
- Smiradice

## Népesség
A település népessége az elmúlt években az alábbi módon változott:
| Lakosok száma | 325  | 285  | 274  | 249  | 188  | 224  | 305  | 304  | 300  | 367  |
|               | 1869 | 1890 | 1921 | 1950 | 1980 | 2001 | 2017 | 2019 | 2022 | 2024 |